# KHC Dragons
Der Koninklijke Hockey Club Dragons (französisch:drʁagõ) ist ein belgischer Hockeyverein aus dem rund 10 km nordöstlich vom Antwerpen gelegenen Ort Brasschaat. Der Club wurde am 26. Oktober 1946 im Café Royal in Antwerpener Stadtteil Berchem gegründet und ist seit 1976 mit der Stammnummer 704 Mitglied des Koninklijke Belgische Hockey Bond. Der Verein spielt in roten Trikots mit blauem Diagonalstreifen und blauen Hosen. Seit dem 50-jährigen Vereinsjubiläum darf Dragons den Namensbestandteil Koninklijke führen.

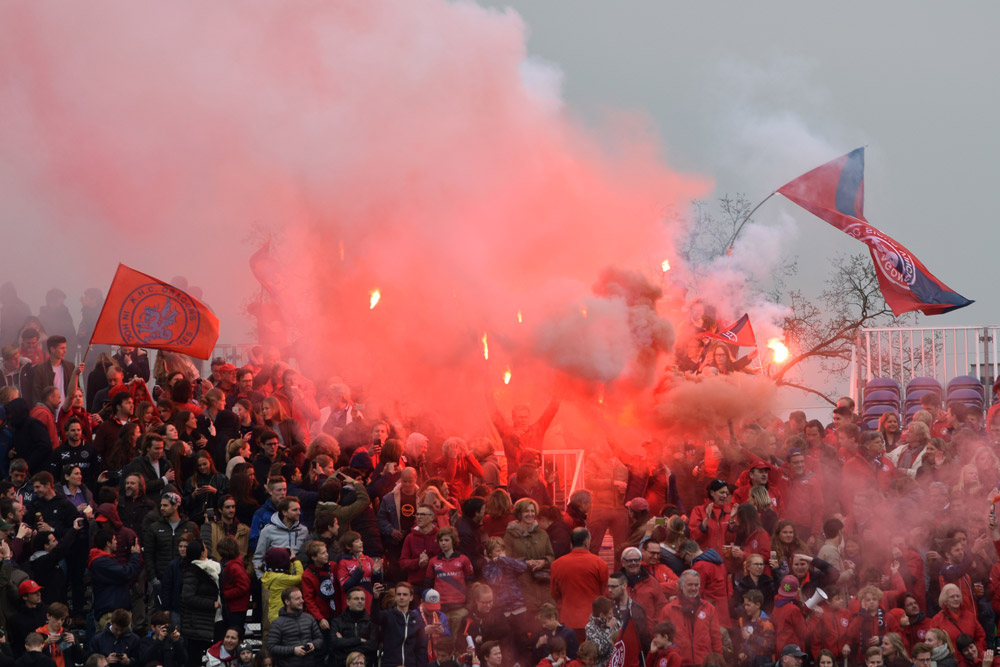
Dragons Fans bei der EHL 2017 in Eindhoven

Auf dem seit 1961 genutzten Clubgelände stehen vier Kunstrasenspielfelder zur Verfügung (Inbetriebnahme: Mitte der 80er, 1992, 2013, 2015). Die Herren spielen in der höchsten belgischen Liga und gehören seit den 2010er-Jahren zu den europäischen Spitzenclubs. Auch die Damen sind Mitglied der ersten belgischen Liga. Der KHC Dragons stellt neun Herrenteams und sechs Damenmannschaften zum Spielbetrieb des Koninklijke Belgische Hockey Bond. Dazu kommen rund 40 Jugend- und Kindermannschaften sowie Veteranenteams.

## Herren

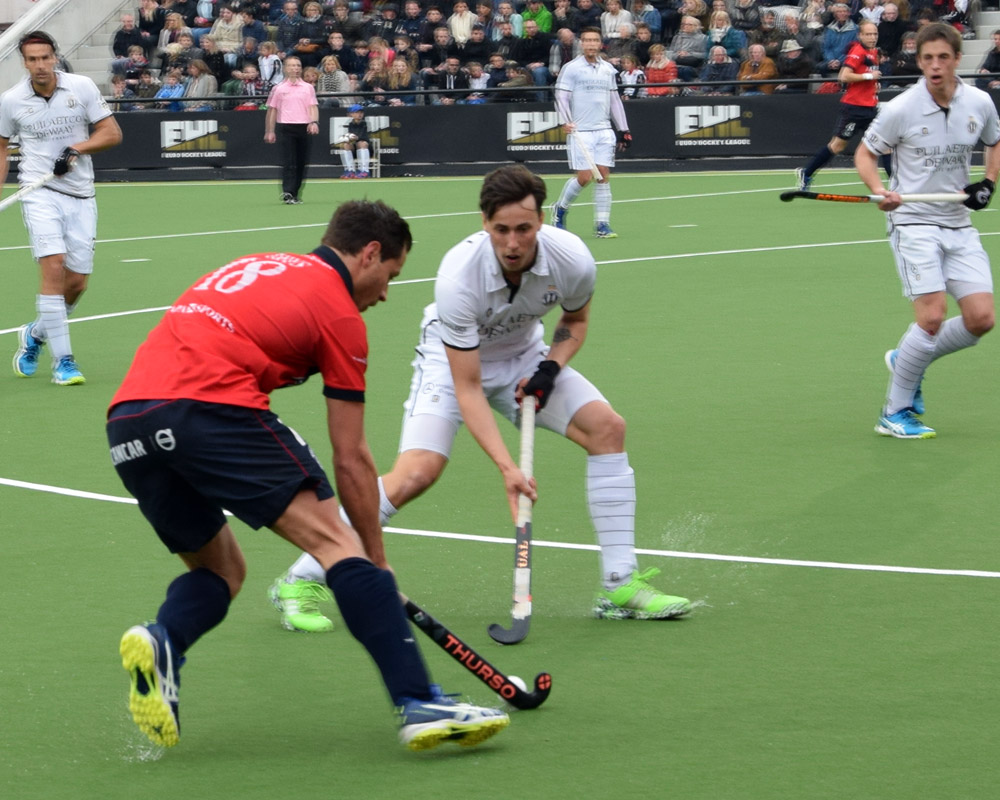
Dragons-Racing Brüssel 2017

| Europapokalbilanz Herren Feld |                       |        |       |             |
| Jahr                          | Wettbewerb            | Niveau | Platz | Ort         |
| 1994                          | Cup Winners Cup       | 1      | 8     | Terrassa    |
| 1998                          | Club Champions Trophy | 2      | 2     | Brasschaat  |
| 2000                          | Club Champions Trophy | 2      | 4     | Belfast     |
| 2001                          | Club Champions Trophy | 2      | 1     | Antwerpen   |
| 2002                          | Club Champions Cup    | 1      | 5     | Antwerpen   |
| 2003                          | Cup Winners Trophy    | 2      | 1     | Prag        |
| 2004                          | Club Champions Cup    | 1      | 5     | Barcelona   |
| 2005                          | Cup Winners Trophy    | 2      | 1     | Wien        |
| 2006                          | Cup Winners Cup       | 1      | 5     | Reading     |
| 2011                          | Euro Hockey League    | 1      | 6,5   | Bloemendaal |
| 2012                          | Euro Hockey League    | 1      | 3     | Amsterdam   |
| 2013                          | Euro Hockey League    | 1      | 2     | Bloemendaal |
| 2014                          | Euro Hockey League    | 1      | 3     | Eindhoven   |
| 2015                          | Euro Hockey League    | 1      | VF    | Bloemendaal |
| 2016                          | Euro Hockey League    | 1      | AF    | Amstelveen  |
| 2017                          | Euro Hockey League    | 1      | 3     | Brasschaat  |
| 2018                          | Euro Hockey League    | 1      | AF    | Rotterdam   |
| 2019                          | Euro Hockey League    | 1      | VF    | Eindhoven   |

Die 1.Herren spielen in der höchsten belgischen Feldhockeyliga, der Eredivisie. Auf dem Feld wurden der KHC Dragons 2010 Meister nach zwei Finalsiegen gegen Royal Racing Club Bruxelles und qualifizierte sich erstmals für die Euro Hockey League 2011, wo zwei Siege gegen Titelverteidiger Uhlenhorster HC und Izmaylovo Moskau den Vorrundensieg bedeuteten. Im Achtelfinale schlug das Team den deutschen Meister Rot-Weiss Köln und wurde erst im Viertelfinale vom englischen Vertreter Reading HC gestoppt. In 2011/2012 waren die 1.Herren für die Final Four der EHL qualifiziert. Im Halbfinale trafen der belgische Meister wieder auf den Uhlenhorster HC.
 Erfolge 
- EuroHockey Club Champions Trophy: 2001
- EuroHockey Cup Winners Trophy: 2003, 2005
- Belgischer Feldhockey-Meister: 1997, 1999, 2000, 2001, 2003, 2010, 2011, 2015, 2016, 2017, 2018
- Belgischer Feldhockey-Pokalsieger: 1993, 2002, 2005
- Belgischer Hallenhockeymeister: 1999
- EuroHockey Club Champions Trophy: 2001
- EuroHockey Cup Winners Trophy: 2003, 2005

## Damen
Erfolge 
- Belgischer Feldhockey-Meister: 1994
- Belgischer Feldhockey-Pokalsieger: 1994, 2005
- Belgischer Hallenhockeymeister: 1997